# Marcinówka
Marcinówka – wieś w Polsce położona w województwie lubelskim, w powiecie zamojskim, w gminie Skierbieszów.
W latach 1975–1998 miejscowość administracyjnie należała do województwa zamojskiego.
Wieś jest sołectwem w gminie Skierbieszów. Według Narodowego Spisu Powszechnego z roku 2011 wieś liczyła 22 mieszkańców.
Wierni Kościoła rzymskokatolickiego należą do parafii Wniebowzięcia Najświętszej Maryi Panny w Skierbieszowie.

## Historia
Według Słownika geograficznego Królestwa Polskiego z roku 1885, Marcinówka, wieś i folwark w północnej części powiatu zamojskiego, gminie i parafii Skierbieszów, odległa o 24 wiorsty od Zamościa i 7 wiorst od Skierbieszowa, położona na granicy z powiatem krasnostawskim w pagórkowatej lesistej okolicy. W roku 1885 liczyła osad włościańskich 11, mieszkańców 64, w tym prawosławnych 18, z gruntem 147 mórg. Folwark Marcinówka należał do dóbr Skierbieszów. Według noty słownika gleba dość urodzajna, brakuje łąk.